# یاکوف یوروفسکی
یاکوف یوروفسکی (روسی: Я́ков Миха́йлович Юро́вский؛ ۱۹ ژوئن ۱۸۷۸ – ۲ اوت ۱۹۳۸) یک بلشویک قدیمی، انقلابی و عضو چکا (پلیس مخفی) اتحاد جماهیر شوروی بود. شهرت او بیش‌تر از این ناشی می‌شود که وی اعدام‌کننده‌ی ارشد نیکلای دوم تزار روسیه، خانواده، و چهار خدمت‌کارش در شب ۱۷ ژوئیه‌ی ۱۹۱۸ بود.